# Lucio Veturio Filone (console 206 a.C.)
Lucio Veturio Filone (in latino Lucius Veturius Philo; fl. III secolo a.C.) è stato un politico romano appartenente alla gens Veturia.

## Biografia
Si distinse anche come militare nell'assedio di Capua in qualità di legato di Appio Claudio Pulcro.
Alcuni anni dopo, nel 209 a.C., venne eletto pretore peregrino, ossia quel pretore che giudicava le controversie tra gli stranieri o anche tra gli stranieri e Roma. Ebbe in sorte anche la Gallia Cisalpina. Per la sua abilità militare gli venne prorogato il comando.
La sua carriera toccò l'apice al momento dell'elezione al consolato nel 206 a.C. con Quinto Cecilio Metello ma soprattutto quando venne nominato magister equitum del dittatore per bandire le elezioni consolari Quinto Cecilio Metello nel 206 a.C.
Da ultimo andò al seguito di Publio Cornelio Scipione Africano in Africa e da questi venne rimandato a Roma con gli ambasciatori Punici ed informò il Senato circa la situazione in Africa.